# Mark McGowan
Mark McGowan, född 9 juni 1964, är en brittisk gatukonstnär och performancekonstnär, bland annat känd för sina publika framträdanden som ofta tar sig uttryck i form av protester. Han har även framträtt under artistnamnen Chunky Mark och The Artist Taxi Driver.